# Sabrina Houssami
Sabrina Houssami (sinh năm 1986) là thí sinh đại diện cho Úc tham dự Hoa hậu thế giới 2006. Sabrina không phải là Hoa hậu Thế giới Úc, do năm 2006 Úc không tổ chức cuộc thi hoa hậu quốc gia, nhưng cô vẫn được chọn để tham dự cuộc thi Hoa hậu Thế giới đó.
Sabrina đã giành danh hiệu Á hậu 2 tại cuộc thi Hoa hậu Thế giới. Cô cũng từng lọt vào bán kết của cuộc thi Hoa hậu Ấn Độ (mẹ cô là người Ấn Độ, bố là người Liban).Cô được đánh giá là một thí sinh xuất sắc và đã đoạt Miss Grand Slam (Hoa hậu của các giải lớn) vào năm 2006 do các nhà chuyên môn chấm điểm